# لیلیت بوغوسیان (بدمینتون‌باز)
لیلیت پوغوسیان (ارمنی: Լիլիթ Պողոսյան؛ انگلیسی: Lilit Poghosyan؛ زادهٔ ۱۷ آوریل ۱۹۹۶ در ایروان) بدمینتون‌باز اهل ارمنستان است.